# Stanislav Vahala
Stanislav Vahala (* 26. listopadu 1960, Nový Jičín) je československý fotbalista, brankář.

## Fotbalová kariéra
Hrál za VOKD Poruba, v lize působil v Baníku Ostrava, na vojně v RH Cheb. Po vojně se vrátil do Baníku Ostrava a v roce 1986 odešel do DAC Dunajská Streda, kde působil 5 sezón. Od roku 1991 do roku 1994 působil ve Slávii Praha. Kariéru končil v SK Hradec Králové. V naší nejvyšší soutěži odchytal 316 utkání. V evropských pohárech nastoupil čtyřikrát. V mládežnických reprezentacích odehrál 17 utkání. Po skončení aktivní kariéry působí jako trenér mládeže a brankářů v klubech SK Slavia Praha, FK Mladá Boleslav, MAS Táborsko, Bohemians 1905,
FK Baník Sokolov, Vysočina Jihlava a u českých reprezentačních výběrů U20 a U21